# Israel Wongorosander
Israel Wongorosander, född 8 december 1589 i Vånga församling, död 13 april 1655 i Vånga församling, var en svensk präst.
Han skänkte en oljemålning till Vånga kyrka som föreställer korsfästelsen. Längst ner på tavlan är Wongorosander och hans familj avbildade.

## Biografi
Wongorosander föddes 1589 i Vånga församling. Han var son till kyrkoherde Bothvidus Jonæ och Margareta Larsdotter. Wongorosander blev 9 februari 1615 student vid Uppsala universitet. Han prästvigdes 15 juli 1620 och blev adjunkt i Vånga församling. 1632 blev han kyrkoherde i församlingen. Wongorosander avled 1655 i Vånga församling.

### Familj
Wongorosander gifte sig med Emerentia Pädersdotter (död 1690). Hon var dotter till en kyrkoherden Petrus Magni i Ringarums församling och Anna Knutsdotter. Den fick tillsammans barnen Margareta Wangelius som var gift med kyrkoherden Benedictus Retzius i Vånga församling, extra ordinarie prästmannen Petrus Wangelius, kyrkoherden Bothvidus Wangelius i Häradshammars församling, mösterskrivaren Israel Wangelius (1634-1683) vid Östgöta kavalleriregemente, kyrkoherden Laurentius Wangel i Mogata församling och Christina Wangelius (1641–1710). Barnen antog efternamnet Wangelius eller Wangel.